# Smilisca phaeota
Smilisca phaeota là một loài ếch thuộc họ Nhái bén.
Loài này có ở Colombia, Costa Rica, Ecuador, Honduras, Nicaragua, và Panama.
Môi trường sống tự nhiên của chúng là rừng khô nhiệt đới hoặc cận nhiệt đới, rừng ẩm vùng đất thấp nhiệt đới hoặc cận nhiệt đới, sông ngòi, đầm nước ngọt, đầm nước ngọt có nước theo mùa, các đồn điền, vườn nông thôn, các vùng đô thị, rừng trước đây suy thoái nghiêm trọng, ao, và kênh đào và mương rãnh.

## Hình ảnh

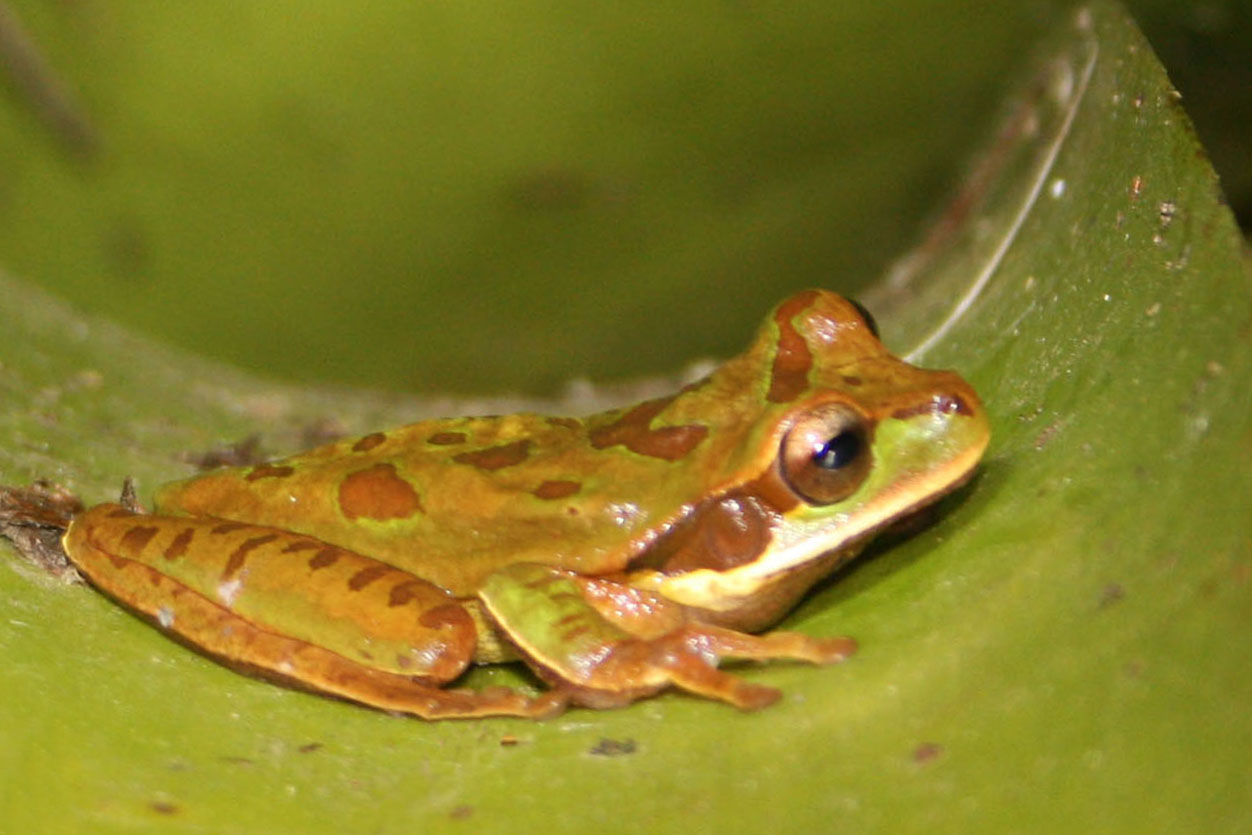
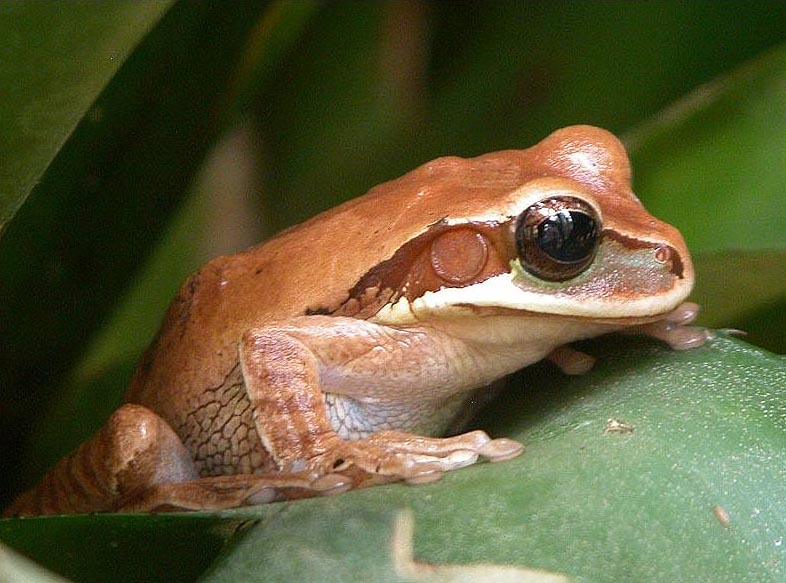
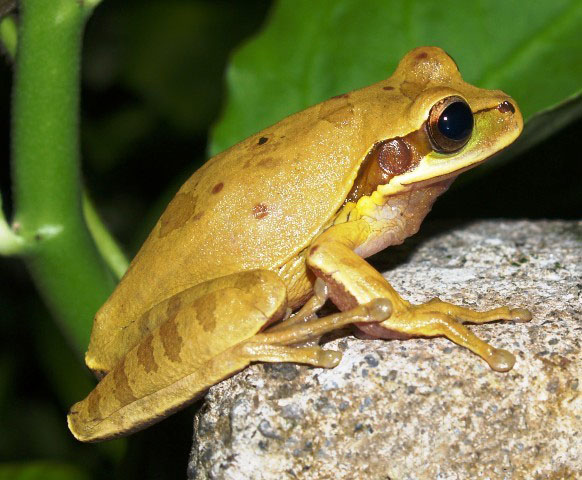
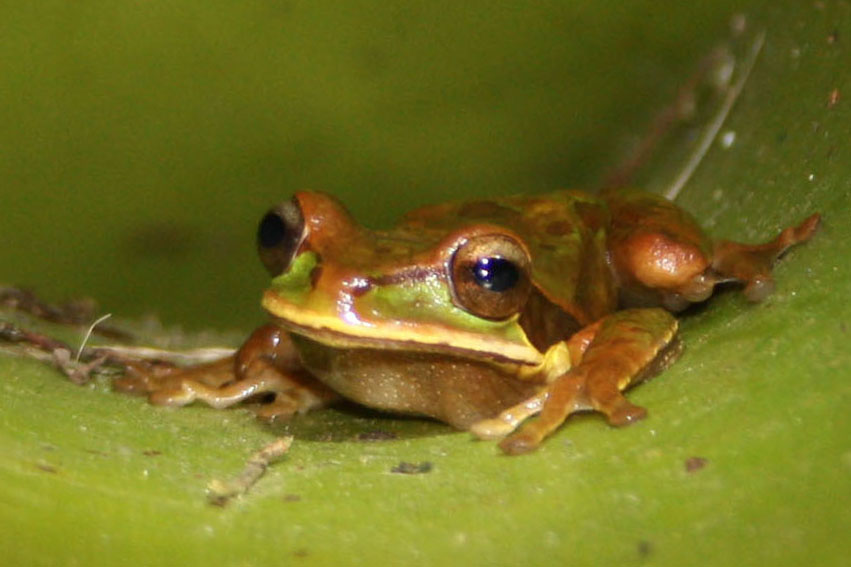

## Tham khảo

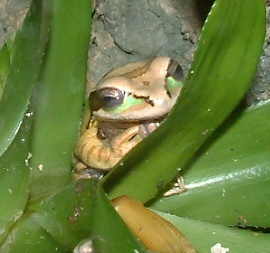